# Lillträsket (Österåkers socken, Uppland)
Lillträsket är en sjö i Österåkers kommun i Uppland och ingår i Åkerström-Norrströms kustområde.